# 那智原始林
那智原始林（なちげんしりん）は、和歌山県那智勝浦町の那智山中にあり、那智滝の東に広がる原始林。熊野那智大社の社有林で、1928年（昭和3年）3月3日、国の天然記念物に指定された。面積は約33.5ha。ユネスコの世界遺産『紀伊山地の霊場と参詣道』（2004年〈平成16年〉7月登録）の一部。

## 概要
イスノキ、シイ、ウラジロガシなど、暖地性の広葉樹を中心に温帯性広葉樹や針葉樹もあり、本州屈指の混交林となっている。群生する植物は155種、または300種以上ともいわれ、ナゴラン、キイセンニンソウなど12種の希少な植物もある。シダ植物やつる植物など、林床植物の多いことでも古くから知られてきた。近年も新たな植物が発見され、直径5m近いホルトノキの大木などもある。
当原始林においては、1901年10月末から1904年10月6日間の期間において、南方熊楠が標本採取を行った事でも知られている。

## 注
1. ↑  “那智原始林”. 国指定文化財等データベース. 2011年1月18日閲覧。
2. ↑  世界遺産登録推進三県協議会（三重県・奈良県・和歌山県）、2005、『世界遺産 紀伊山地の霊場と参詣道』、世界遺産登録推進三県協議会、pp.39,75
3. ↑  “那智時代”.   南方熊楠記念館. 2021年5月4日閲覧。

## 文献

### 関連文献
- 中村 直勝・高橋 城司・白井 光太郎・佐藤 虎雄、1972、『史上の熊野三山、那智山、那智山原始林、南海の仏蹟』、熊野那智大社〈那智叢書 19〉 → 朝日 芳英（監修）、2008、『朝日芳英監修』復刻版、pp.652-679